# SV Herkol Neerpelt
SV Herkol is een Belgische voetbalclub uit de plaatsen Herent en Kolis in de gemeente Pelt. De club is aangesloten bij de KBVB met stamnummer 8450. De huidige club ontstond in 1970. De club speelt in de provinciale reeksen.

## Geschiedenis
SV Herkol zag pas het levenslicht in 1970, toen men in de lokale parochie tot de conclusie kwam dat er weinig vermaak na werk was. Voor SV Herkol behoorde enkel boogschieten de lokale jeugdvereniging tot het vermaak. Enkel in de vakantiemaanden floreerden het dorpsleven sterker. Voetbalverenigingen, zoals Herkol V.V., Kolis V.V. en S.V. Herent, kenden maar een kort leven. Wie ook in de koudere maanden van het jaar wilde voetballen week uit naar omliggende clubs zoals Overpelt VV, Esperanza Neerpelt, Kaulille FC of SV Breugel. Vlug bleek dat er heel wat voetbaltalent op Het Herent en de Kolis rondliep. Bij hen kwam de drang om samen te kunnen spelen in clubverband al snel nadat ze bij de lokale jeugdvereniging banden smeedde. Het oprichten van een club bleef echter om verschillende redenen uit. Hoofdoorzaak was het ontbreken van een terrein. Bij de oudere generatie was er weinig sportieve traditie, hierdoor ook een gebrek aan initiatief om hieraan te beginnen.
Het waren de jongeren zelf die actie ondernomen nadat er in 1969 een interessant stuk grond, eigendom van de kerkfabriek en de familie Franssen-Theuwis vrijkwam. Dit stuk grond is nog altijd de plaats waar het huidige Herkol speelt, achter de kerk van Het Herent. Hier werd in het voorjaar van 1970 een voetbalterrein ingezaaid. Rond dezelfde tijd werd in mei 1970 een stichtingsvergadering in een plaatselijk café gehouden. Op voorstel van een van de leden werd de oude naam Herkol terug bovengehaald. De kleuren werden rood-wit, want dat was financieel het gunstigste. De lokale jeugdvereniging had immers al twee stellen truien in die kleuren. De leden laste zelf de doelen en brachten stalen draad van hun werk mee om het veld van een omheining te voorzien. De kleedkamers kwamen er pas in oktober 1970. De eerste maanden moesten de spelers zich verhelpen in de oude klaslokalen of in een garage bij de bakker.
Aanvankelijk sloot men zich aan bij de KBLVB met een eerste ploeg, reserven, scholieren en kadetten. Op zondag 9 augustus 1970 werd Herkols terrein officieel geopend met een vriendenwedstrijd tegen Sporting Grote-Heide Neerpelt. Herkol won met 3-0. De oprichting werd als een waar succes beschouwd, aangezien de twee gehuchten altijd rivaliserend aan elkaar waren.
In 2017 promoveerde Herkol naar 1e provinciale. Dit terwijl men in 2011 nog op het laagste niveau van het Belgische voetbal verkeerde. Herkol wist zich de hieropvolgende jaren steeds te handhaven als stabiele middenmotor. 
In 2022 maakte de club bekend dat men in onderling overleg vier Nederlandse spelers en de trainers contract ontbonden. Dit omwille van de tegenvallende inkomsten na de Coronacrisis. Men sprak van een doordachte beslissing uit noodzaak voor het voortbestaan van de club.
In 2025 werd beslist te fuseren met de buren van SV Breugel (stamnummer 8119) tot K.Breugel-Herkol SV onder het stamnummer 8450 van SV Herkol. Er werd ook beslist een doorstart te maken in 4e Provinciale.  

## Resultaten
| Seizoen                 | Klasse | Klasse | Klasse | Klasse | Klasse | Klasse | Klasse | Klasse | Klasse | Reeks                                                    | Punten                                                   | Opmerkingen |                                           |
|                         | I      | I      | II     | III    | IV     | P.I    | P.II   | P.III  | P.IV   | Vanaf 1952/53 zijn er 4 nationale niveaus                | Vanaf 1952/53 zijn er 4 nationale niveaus                | Vanaf 1952/53 zijn er 4 nationale niveaus | Vanaf 1952/53 zijn er 4 nationale niveaus |
| ----------------------- | ------ | ------ | ------ | ------ | ------ | ------ | ------ | ------ | ------ | -------------------------------------------------------- | -------------------------------------------------------- | --- | ----------------------------------------- |
| 2004/05                 |        |        |        |        |        |        | 7      |        |        | Tweede Prov. Lim. A                                      | 41                                                       | |                                           |
| 2005/06                 |        |        |        |        |        |        | 11     |        |        | Tweede Prov. Lim. A                                      | 38                                                       | |                                           |
| 2006/07                 |        |        |        |        |        |        | 9      |        |        | Tweede Prov. Lim. B                                      | 35                                                       | |                                           |
| 2007/08                 |        |        |        |        |        |        | 9      |        |        | Tweede Prov. Lim. A                                      | 39                                                       | |                                           |
| 2008/09                 |        |        |        |        |        |        | 12     |        |        | Tweede Prov. Lim. A                                      | 35                                                       | |                                           |
| 2009/10                 |        |        |        |        |        |        | 14     |        |        | Tweede Prov. Lim. A                                      | 20                                                       | |                                           |
| 2010/11                 |        |        |        |        |        |        |        | 11     |        | Derde Prov. Lim. A                                       | 37                                                       | Degradatie na verlies met 1-0 en 2-3 in eerste ronde van degradatie-eindronde tegen FC Eendracht Houthalen. |                                           |
| 2011/12                 |        |        |        |        |        |        |        |        | 1      | Vierde Prov. Lim. A                                      | 70                                                       | |                                           |
| 2012/13                 |        |        |        |        |        |        |        | 2      |        | Derde Prov. Lim. A                                       | 59                                                       | Gewonnen in eerste ronde van promotie-eindronde tegen KFC Hamont 99 (7-6 in tot.). Ook in de tweede ronde werd er gewonnen tegen Bregel Sport (7-1 in tot.). De derde ronde werd verloren tegen Stal Sport Koersel (3-5 in tot.). Uiteindelijk toch gepromoveerd als bijkomende samen met Runkst VV dankzij de promotie van Vlijtingen VV en de opheffing van Excelsior Veldwezelt. |                                           |
| 2013/14                 |        |        |        |        |        |        | 3      |        |        | Tweede Prov. Lim. A                                      | 48                                                       | Verloren in eerste ronde van promotie-eindronde tegen KMD Halen (2-6 in tot.) |                                           |
| 2014/15                 |        |        |        |        |        |        | 3      |        |        | Tweede Prov. Lim. A                                      | 53                                                       | |                                           |
| 2015/16                 |        |        |        |        |        |        | 3      |        |        | Tweede Prov. Lim. A                                      | 59                                                       | Verloren in eerste ronde van promotie-eindronde tegen Bregel Sport (1-4 in tot.) |                                           |
|                         | 1A     | 1B     | 1Am    | 2Am    | 3Am    | P.I    | P.II   | P.III  | P.IV   | Vanaf 2016-17 zijn er 3 nationale en 2 regionale niveaus | Vanaf 2016-17 zijn er 3 nationale en 2 regionale niveaus | Vanaf 2016-17 zijn er 3 nationale en 2 regionale niveaus |                                           |
| 2016/17                 |        |        |        |        |        |        | 1      |        |        | Tweede Prov. Lim. A                                      | 64                                                       | |                                           |
| 2017/18                 |        |        |        |        |        | 3      |        |        |        | Eerste Prov. Lim.                                        | 50                                                       | Verloren in promotie-eindronde tegen Herk-de-Stad FC (1-7 in tot.). Gewonnen tegen KGS Bree-Beek (8-2) in troostfinale. |                                           |
| 2018/19                 |        |        |        |        |        | 10     |        |        |        | Eerste Prov. Lim.                                        | 36                                                       | |                                           |
| 2019/20                 |        |        |        |        |        | 10     |        |        |        | Eerste Prov. Lim.                                        | 36                                                       | Vroegtijdig stopgezet wegens de Coronacrisis. |                                           |
| 2020/21                 |        |        |        |        |        |        |        |        |        | Eerste Prov. Lim.                                        |                                                          | Geschrapt wegens de Coronacrisis. |                                           |
| 2021/22                 |        |        |        |        |        | 13     |        |        |        | Eerste Prov. Lim.                                        | 22                                                       | |                                           |
| 2022/23                 |        |        |        |        |        | 12     |        |        |        | Eerste Prov. Lim.                                        | 36                                                       | |                                           |
| 2023/24                 |        |        |        |        |        | 16     |        |        |        | Eerste Prov. Lim.                                        | 19                                                       | Degradatie |                                           |
| 2024/25                 |        |        |        |        |        |        | 15     |        |        | Tweede prov. Lim. B                                      | 21                                                       | Degradatie |                                           |
| Als K.Breugel-Herkol SV |        |        |        |        |        |        |        |        |        |                                                          |                                                          | |                                           |
| 2025/26                 |        |        |        |        |        |        |        |        |        | Vierde prov. Lim. B                                      |                                                          | |                                           |

## Bekende (oud-)spelers
- Jean Black